# Transplante de fígado
Transplante de fígado ou transplante hepático é um procedimento cirúrgico no qual um fígado é transplantado para outra pessoa. É uma conduta terapêutica indicada para pacientes com doenças crônicas ou incuráveis do fígado e/ou da vesícula biliar. Consiste na realização de uma cirurgia que substitui o órgão doente por um fígado saudável, doado pela família de um paciente diagnosticado com morte encefálica. Outra modalidade possível de transplante de fígado é a do doador vivo, em que um voluntário aceita doar apenas uma parte de seu fígado para o paciente, cientes de que este órgão tem a capacidade intrínseca de regenerar-se com o tempo.

## História
O primeiro transplante de fígado foi feito em 1963 por uma equipe cirúrgica liderada pelo Dr. Thomas Starz em Denver, Colorado, Estados Unidos.  Dr. Starzl desempenhou vários transplantes adicionais ao longo dos anos seguintes antes que o primeiro sucesso de curto prazo pudesse ser atingido em 1967, quando houve o primeiro paciente que sobreviveu durante 1 ano após o transplante. Apesar do desenvolvimento de técnicas cirúrgicas viáveis, o transplante de fígado permaneceu experimental durante a década de 1970, com um resultado de apenas 25% dos pacientes com sobrevida de 1 ano. A introdução do medicamento ciclosporina por Sir Roy Calne melhorou notavelmente os resultados dos pacientes, e nos anos 1980 viveu o reconhecimento do transplante de fígado como um tratamento clínico padrão para adultos e crianças com indicação apropriada. Hoje o transplante de fígado é realizado em todos os continentes. Nos Estados Unidos, a taxa de sobrevivência no primeiro ano é de 80-85% e os resultados continuam a melhorar, ainda que o transplante de fígado ainda seja um procedimento com complicações frequentes. No entanto, apesar do sucesso, a oferta de enxertos de doadores não-vivos é muito menor do que o número de inscritos na fila de transplante, uma realidade que ajudou a promover o desenvolvimento das técnicas de doador vivo.

## Indicações e contraindicações
O transplante de fígado é potencialmente aplicável para qualquer condição crônica ou aguda que resulte em disfunção hepática irreversível – uma vez que o paciente receptor não seja portador de outras condições que possam inviabilizar um transplante bem sucedido. São contra-indicações: câncer metastático fora de controle em outros órgãos e regiões do corpo, abuso de drogas ou álcool e infecções sépticas. Ainda que a infecção com o vírus HIV tenha sido considerada uma contraindicação absoluta, este conceito tem mudado recentemente. Contra indicações relativas: idade avançada, doenças sérias de coração, pulmão, entre outras. A maioria dos transplantes são feitos para doenças hepáticas crônicas que levaram a uma fibrose irreversível do fígado, ou cirrose hepática. Alguns grupos usam o chamado Critério de Milão para aceitar ou recusar o transplante para pacientes com hepatocarcinomas, avaliando o grau de desenvolvimento do câncer para julgar se ele está ou não apto para o procedimento.

## Métodos
Antes do transplante, terapias de suporte ao fígado podem ser indicadas, como a diálise e a quimioembolização (redução de hepatocarcinomas). Existem, já em aplicação e em fase de testes, mais de um conceito de equipamentos de manutenção do órgão após a extração (hepatectomia), com o objetivo de aumentar a quantidade de horas em trânsito, assim como garantir que as condições fisiológicas sejam mantidas da melhor forma possível. A cirurgia pode ser descrita em 3 etapas – a hepatectomia, a fase anepática (quando o fígado doente do receptor já foi removido) e por fim a fase pós-implantação. Toda a operação é feita com uma grande incisão no abdome superior. A hepatctomia envolve a separação de todas as veias, artérias e ligamentos do fígado, assim como o duto biliar comum, artéria hepática, veia hepática e veia porta. Normalmente, a porção retro-hepática da veia cava inferior é removida junto com o fígado, ainda que uma técnica alternativa conhecida como “piggyback” preserve a veia cava do receptor.